# Breuilpont
Breuilpont là một xã thuộc tỉnh Eure trong vùng Normandie miền bắc nước Pháp.

## Huy hiệu
| Arms of Breuilpont | The arms of Breuilpont are blazoned: Ermine, 3 cinqfoils Or. |